# Política comunicacional del gobierno de Jeanine Áñez
La política comunicacional del gobierno de Jeanine Áñez se refiere a las medidas adoptadas desde el Ministerio de Comunicación en cuanto a las comunicaciones se refiere desde el 12 de noviembre de 2019 hasta el 8 de noviembre de 2020. 
Apenas asumido el gobierno el 12 de noviembre de 2019, la entonces presidenta Jeanine Áñez decidió confiar la política comunicacional del país a la periodista paceña Roxana Lizárraga. Una vez posesionada en el cargo, Lizárraga ingresó con las cámaras de Bolivia TV al edificio de la Casa Grande del Pueblo para demostrar los supuestos lujos con los que vívia el expresidente Evo Morales Ayma.
En una de sus primeras declaraciones públicas, Lizárraga acusó a periodistas bolivianos y extranjeros de sedición y advirtió sobre la posibilidad de iniciar acciones legales. La Federación Internacional de Periodistas emitió un comunicado denunciando esta situación y el intento de "silenciamiento y persecución de las voces disidentes".
Durante las primeras semanas de gobierno se clausuraron más de 50 emisoras de radio comunitarias. Según las denuncias, en algunos casos se destruyo el equipamiento de las estaciones transmisoras. Algunas empresas privadas proveedoras de servicios de televisión levantaron las señales de RT en Español y Telesur.

## Distribución de la publicidad estatal
El gobierno de Jeanine Áñez gastó en solo 6 meses (medio año) por lo menos unos 26,8 millones de bolivianos en publicidad estatal en los medios de comunicación. Se redistribuyó de la siguiente manera: 
| Distribución de la publicidad Estatal en los Medios de Comunicación durante el gobierno de Jeanine Áñez (Solo desde el 14 de noviembre de 2019 al 14 de mayo de 2020) | Distribución de la publicidad Estatal en los Medios de Comunicación durante el gobierno de Jeanine Áñez (Solo desde el 14 de noviembre de 2019 al 14 de mayo de 2020) | Distribución de la publicidad Estatal en los Medios de Comunicación durante el gobierno de Jeanine Áñez (Solo desde el 14 de noviembre de 2019 al 14 de mayo de 2020) | Distribución de la publicidad Estatal en los Medios de Comunicación durante el gobierno de Jeanine Áñez (Solo desde el 14 de noviembre de 2019 al 14 de mayo de 2020) | Distribución de la publicidad Estatal en los Medios de Comunicación durante el gobierno de Jeanine Áñez (Solo desde el 14 de noviembre de 2019 al 14 de mayo de 2020) |
| Puesto | Medio de Comunicación | Costo de la Publicidad Estatal | Porcentaje | |
| --- | --- | --- | --- | --- |
| 1° | Red Unitel | Bs. 5 821 523 | 21,67 % | |
| 2° | Red UNO | Bs. 5 447 707 | 20,28 % | |
| 3° | Bolivia TV | Bs. 4 933 222 | 18,36 % | |
| 4° | Red Bolivisión | Bs. 3 370 395 | 12,54 % | |
| 5° | Cadena A | Bs. 1 735 125 | 6,46 % | |
| 6° | Red PAT | Bs. 1 661 370 | 6,18 % | |
| 7° | Radio Televisión Popular (RTP) | Bs. 1 550 756 | 5,77 % | |
| 8° | Red ATB | Bs. 606 501 | 2,26 % | |
| 9° | Red Gigavisión | Bs. 418 634 | 1,56 % | |
| 10° | Abya Yala TV | Bs. 212 580 | 0,79 % | |
| 11° | Periódico "El Deber" | Bs. 204 800 | 0,76 % | |
| 12° | Clásico Deportivo | Bs. 152 000 | 0,57 % | |
| 13° | TVU - La Paz | Bs. 144 450 | 0,54 % | |
| 14° | Que Onda Bolivia | Bs. 96 000 | 0,36 % | |
| 15° | Periódico El País | Bs. 87 000 | 0,32 % | |
| 16° | Periódico La Razón | Bs. 74 696 | 0,28 % | |
| 17° | Máquina Deportes | Bs. 64 000 | 0,24 % | |
| 18° | Bolicomar | Bs. 55 095 | 0,21 % | |
| 19° | Comubra | Bs. 53 550 | 0,20 % | |
| 20° | Detrás de la Verdad | Bs. 28 000 | 0,10 % | |
| 21° | Radio Chacaltaya | Bs. 27 600 | 0,10 % | |
| 22° | Diario El Periódico | Bs. 27 500 | 0,10 % | |
| 23° | Católica TV | Bs. 25 530 | 0,10 % | |
| 24° | CVC Canal 57 | Bs. 25 200 | 0,09 % | |
| 25° | FIDES TV | Bs. 22 680 | 0,08 % | |
| 26° | Periódico "Los Tiempos" | Bs. 22 500 | 0,08 % | |
| - | TOTAL | Bs. 26 868 419 | 100 % | |